# Tiofene-2-carbonil-CoA monoossigenasi
La tiofene-2-carbonil-CoA monoossigenasi è un enzima appartenente alla classe delle ossidoreduttasi, che catalizza la seguente reazione:
tiofene-2-carbonil-CoA + AH2 + O2 ⇄ 5-idrossitiofene-2-carbonil-CoA + A + H2O
Si tratta di un enzima contenente molibdeno, altamente specifico per i tiofene-2-carbonil-CoA. I sali di tetrazolio possono agire come accettori di elettroni.